# Товстий зошит
«Товстий зошит» — драматичний фільм Яноша Саса про життя двох братів під час Другої світової війни.

## Сюжет
У 1944 році батько повертається на фронт, перед цим дарує синам зошит, щоб вони писали про усі події в їхньому житті. Мати відвозить дітей в маленьке містечко до матері, з якою вона не спілкувалась двадцять років. Бабуся — зла та жорстока жінка, яка полюбляє випивати. До того ж місцеві говорять, що вона отруїла свого чоловіка. Сучим дітям, так прозвала бабця онуків, постійно дістається від неї та місцевих. Діти потоваришували з сусідкою на прізвисько Заяча губа. Дівчина вчила їх красти. Близнюки тривалий час не забували маму, кожен тиждень виглядали її на станції. Та одного дня хлопці прийняли рішення більше не робити цього.
Якось близнюки у лісі знаходять голодного солдата, але, поки вони збігали по ковдру та їжу, він помер. Так у дітей з'явилась рушниця та сумка. Щоб не вмерти від голоду, як солдат, діти перестають їсти по кілька днів, витримуючи спокуси бабці. Не маючі жодної звістки від батьків несподівано поштар приносить посилку від матері, у якій був лист і теплий одяг, який зла жінка намагалась сховати від дітей. За час перебування у віддаленому містечку хлопці навчились не тільки красти, а й жорстокості: вбили курку, знущались на рибою та комахами. Щоб отримати грошей близнюки вдалися навіть до шантажу священика місцевої церкви. Після вбивства чоботаря-єврея, який подарував близнюкам гумові чоботи, діти помстилися місцевій покоївці, бо вона сміялася над євреями. Через підозру в її вбивстві дітей жорстоко б'ють. На допомогу приходить німець, якому сподобались вольові брати.
Війна добігає кінця та не всі її пережили. Заяча губа гине, а її мати, бажаючи власної смерті, згорає у власному будинку разом з донькою. Повертається мати хлопців-близнюків з крихітною сестричкою на руках. Діти залишаються з бабцею, а мати одразу гине на порозі будинку. Згодом повертається і батько з полону. Бабуся переживши інсульт, у разі другого нападу просить онуків отруїти її, що хлопці і роблять. Батько робить спробу перетнути кордон, але підривається на міні. Один з хлопців вслід за татком зникає за колючим дротом, а інший брат біжить у протилежний бік.

## У ролях
| Актор            | Персонаж   | Роль                                 |
| ---------------- | ---------- | ------------------------------------ |
| Пірошка Мольнар  | Бабуся     | бабуся близнюків                     |
| Ласло Дьемант    | Хлопчик    | брат-близнюк                         |
| Андраш Дьемант   | Хлопчик    | брат-близнюк                         |
| Оршойя Тот       | Заяча губа | сусідська дівчина, подруга близнюків |
| Петер Андораі    | Священик   | служитель місцевої церкви            |
| Ульріх Маттес    | Батько     | тато близнюків                       |
| Гьондьвер Боньяр | Мама       | матір близнюків                      |
| Ульріх Томсен    | Офіцер     |                                      |

## Створення фільму

### Виробництво
Зйомки стрічки проходили в Шопроні, Угорщина.

### Знімальна група
- Кінорежисер — Янош Сас
- Сценаристи — Том Абрамс, Андраш Секір, Янош Сас
- Кінопродюсери — Пал Шандор, Сандор Шет
- Кінооператор — Крістіан Бергер
- Кіномонтаж — Сильвія Русев
- Художник-постановник — Іштван Галамбос
- Художник по костюмах — Янош Брекл[4].

## Сприйняття

### Критика
Фільм загалом отримав позитивні відгуки. Rotten Tomatoes дав оцінку 65 % на основі 31 відгука від критиків (середня оцінка 6.3/10) і 66 % від пересічних глядачів (586 голоси), фільму зарахований «стиглий помідор» від кінокритиків і «попкорн» від глядачів, Internet Movie Database — 7,0/10 (2 396 голос), Metacritic — 57/100 (21 відгук від критиків).

### Номінації та нагороди
Стрічка отримала головну нагороду «Кришталевий глобус» на Міжнародному кінофестивалі у Карлових Варах.